# Perzeidi
Perzeidi su meteorski roj kojemu je radijant u zviježđu Perzeju, a zapaža se od 25. srpnja do 20. kolovoza, s najvećom učestalošću 12. kolovoza kad se može pojaviti i 80 meteora na sat. Ti se meteori gibaju srednjom geocentričnom brzinom od 60 km/s. Potječe s putanje kometa Swift-Tuttle. U narodu je poznat po nazivu Suze svetog Lovre.  Moguće ih je vidjeti sa Zemlje. Najstariji zapisi o Perzeidima potječe iz drevne Kine iz godine 36. Ipak se smatra da ih je godine 1835. Adolphe Quetelet prvi prepoznao kao meteorski pljusak. Najbolje su vidljivi pred zoru.
| Godina | Perzeidi vidljivi između  | Vrhunac pojave                                  |
| ------ | ------------------------- | ----------------------------------------------- |
| 2019.  | 17. srpnja – 24. kolovoza | 12. – 13. kolovoza (meteora na sat maks. = 80)  |
| 2018.  | 17. srpnja – 24. kolovoza | 11. – 13. kolovoza (meteora na sat maks. = 60)  |
| 2017.  | 17. srpnja – 24. kolovoza | 12. kolovoza                                    |
| 2016.  | 17. srpnja – 24. kolovoza | 12. – 13. kolovoza (meteora na sat maks. = 150) |
| 2015.  | 17. srpnja – 24. kolovoza | 12. – 13. kolovoza (meteora na sat maks. = 95)  |
| 2014.  | 17. srpnja – 24. kolovoza | 13. kolovoza (meteora na sat maks. = 68)        |
| 2013.  | 17. srpnja – 24. kolovoza | 12. kolovoza (meteora na sat maks. = 109)       |
| 2012.  | 17. srpnja – 24. kolovoza | 12. kolovoza (meteora na sat maks. = 122)       |
| 2011.  | 17. srpnja – 24. kolovoza | 12. kolovoza (meteora na sat maks. = 58)        |
| 2010.  | 23. srpnja – 24. kolovoza | 12. kolovoza (meteora na sat maks. = 142)       |
| 2009.  | 14. srpnja – 24. kolovoza | 13. kolovoza (meteora na sat maks. = 173)       |
| 2008.  | 25. srpnja – 24. kolovoza | 13. kolovoza (meteora na sat maks. = 116)       |
| 2007.  | 19. srpnja – 25. kolovoza | 13. kolovoza (meteora na sat maks. = 93)        |
| 2006.  |                           | 12. – 13. kolovoza                              |
| 2005.  |                           |                                                 |
| 2004.  |                           | 12. kolovoza (meteora na sat maks. > 200)       |
| 1992.  |                           | 11. kolovoza                                    |

## Komet Swift-Tuttle
Komet Swift-Tuttle (označen kao 109P/Swift-Tuttle, 1737 N1; 1737 II; 1862 O1; 1862 III; 1992 S2; 1992 XXVIII) je periodični komet u Sunčevom sustavu kojemu ophodno vrijeme iznosi 133 godine. Spada u klasičnu definiciju kometa Halleyjevske vrste, kojima su ophodna vremena od 20 do 200 godina. Komet su 1862. otkrili neovisno jedan o drugome Lewis Swift (16. srpnja) i Horace Parnell Tuttle (19. srpnja). Ponovo je postao vidljiv 1992. kad ga je uočio japanski astronom Tsuruhiko Kiuchi. Bio je vidljiv dalekozorom. Vrlo je određene putanje i ima jezgru promjera 26 km.

## Vanjske poveznice
|  | Zajednički poslužitelj ima još gradiva o temi Perzeidi |